# Kodala (ort)
Kodala är en ort i Indien.   Den ligger i distriktet Ganjām och delstaten Odisha, i den östra delen av landet, 1 300 km sydost om huvudstaden New Delhi. Kodala ligger 38 meter över havet och antalet invånare är 13 187.
Terrängen runt Kodala är varierad. Runt Kodala är det ganska tätbefolkat, med 248 invånare per kvadratkilometer. Närmaste större samhälle är Polasara, 15,3 km nordväst om Kodala. Trakten runt Kodala består till största delen av jordbruksmark.